# Recz (przystanek kolejowy)
Recz – nieczynny wąskotorowy przystanek kolejowy w Reczu, w powiecie żnińskim, w województwie kujawsko-pomorskim.